# كروس فاير (لعبة حاسوب)
كروس فاير (بالإنجليزية: Crossfire)‏ هي لعبة تصويب أونلاين من نوع منظور الشخص الأول، تم تطويرها من قبل Smilegate Entertainment ومن نشر Tencent Games تستخدم اللعبة الأسلحة الحديثة، هي النسخة الأولي من سلسلة كروس فاير، تحوي اللعبة فريقين أساسيين يخوضان حرب كبرى، فريق Black List (الإرهابيون) وفريق Global Risk (مكافحين الأرهاب)، عند الانضمام لأي فريق، فسيكون عليك أن تكمل مهام متنوعة الأهداف مع فريقك، أنواع المهام والأنماط المتاحة:
•	مباراة الفريقين حتى الموت Team Death Match.
•	البحث والتدمير Search and Destroy.
•	مباراة الإقصاء Elimination Match.
•	وضع الشبح Ghost Mode.
•	القتال الحر المفتوح Free-For-All.
•	وضع التحول Mutation Mode.
•	وضع الهروب Escape Mode.
بناءً على الأداء داخل اللعبة، يحصل اللاعبون على نقاط خبرة وو يتم ترقية الرتبة العسكرية، حيث أن اللاعب يبدأ من اقل الرتب العسكرية وهي المتدرب، وصولاً لأعلى الرتب العسكرية وهي المارشال.
تتميز اللعبة بإنها من ضمن أقوى ألعاب الأونلاين في منطقة الشرق الأوسط والعالم، وذلك للأسباب التالية:
1.	أسلوب اللعب السلس: لن تجد أي صعوبة في التعود على أسلوب اللعب في CrossFire فمصمموا اللعبة اختاروا نمط لعب سهل وسريع التعود.. خفيفة وسريعة على الجهاز: رغم كونها لعبة ضخمة ثلاثية الأبعاد أونلاين، لكن لعبة CrossFire لعبة خفيفة على أغلب الاجهزة، لا تتطلب مواصفات عالية لتستمتع بها، بل يمكن لمن يملك جهاز بمواصفات ضعيفة الاستمتاع بها دون مشاكل.
3. مستوى الرسوميات: قد يظن من قرأ النقطة السابقة أن CrossFire تملك مستوى رسوميات ضعيف كي تكون خفيفة وسريعة، لا أنت مخطئ، فاللعبة تتمتع بمستوى رسوميات جيد.
4.	لعبة بحجم ضخم: مئات الأضافات والخيارات، عديد من أنماط اللعب، أكثر من مئة سلاح وأكثر من 70 خريطة، استكشاف هذه اللعبة بشكل كامل يتطلب منك الكثير من الوقت، وربما لن تستطيع أستكشاف كل خصائصها.
5.	آلاف اللاعبين حول العالم، سواءً دخلت إلى اللعبة في الخامسة فجراً أو السابعة مساءً، في منتصف الليل أو منتصف الظهيرة، ستجد العديد من اللاعبين لتتنافس وتلعب معهم، عدد اللاعبين الهائل والمتوزع على كافة أنحاء العالم تجعل من هذه اللعبة متعة رائعة وتحدي حقيقي.
6.	مجانية: لا تطلب منك دفع قرش واحد للأستمتاع بهذه اللعبة، يمكنك تحميلها مجاناً، اللعب مجاناً دون أي اشتراكات، لكن إن كنت من محبي التحدي والتطور، فتتيح لك اللعبة شراء أسلحة وأدوات مميزة من متجر اللعبة مقابل نقود، وهنا تتميز CrossFire بشمولها ضمن وسائل الدفع وسائل الدفع الخاصة والمشهورة في الشرق الأ وسط مثل CashU و OneCard وغيرها من وسائل الدفع الموجودة في الشرق الأوسط.
أنواع الأنماط في CrossFire :
•	مباراة الفريقين حتى الموت Team Death Match:
في مباراة فريقين حتى الموت، يتعاون اللاعبون فيما بينهما داخل فريقين، على كل فريق الوصول لعدد معين من مرات القتل للفريق المنافس، أو الحصول على عدد مرات قتل أعلى من الفريق الأخرى في مدة زمنية محددة. عندما يقتل عضو في الفريق فإنه يتم إعادته للقاعدة الفريق ليبدأ من جديد خلال مدة تتراوح بين (0 – 10) ثواني، يقوم مالك غرفة المباراة بتحديد عدد مرات القتل التي يجب الوصول لها (40، 60، 80، 100، أو 150 مرة) كما يقوم باختيار المدة الزمنية للمباراة (5، 10 أو 12 دقيقة).
كما يجدر بالذكر أن بعض الخرائط التي يمكن ان تحدث فيها المباراة محصورة بشروط خاصة، مثل خريطة تدعي بالـ«سجن» أو "Prison" والتي تسمح باستخدام سلاح القناص والخنجر فقط.
•	البحث والتدمير Search and Destroy:
في هذا النمط، تكون مهمة فريق Black list تدمير المكان بزراعة قنبلة في موقع محدد، أو قتل جميل لاعبي فريق Global Risk، بينما تكون مهمة فريق Global Risk إما بإبطال وتفكيك قنبلة فريق Black list أو القضاء على كل أفراد فريق Black list.
للفوز في هذا النمط على الفريق الفوز بعدد معين من الجولات أقلها 3 وأعلاها 13، يحدد سابقاً من مالك غرفة المباراة.
التكتيكات المتبعة في هذا النمط تمنح متعة خاصة لكون يتطلب تعاون بين الفريق واستخدام خطط للوصول للهدف.
•	مباراة الإقصاء Elimination Match:
هذا النمط يشبه قليلاً نمط مباراة الفريقين حتى الموت، لكن الخلاف الرئيسي أنه في حال قتل أحد اللاعبين لا يتم إعادته إلى القاعدة، بل يجب الانتظار حتى مقتل جميع افراد الفريق ليتم إعادتهم جميعأً للقاعدة، وهنا لا يتم الفوز بعدد مرات القتل كما نمط مباراة الموت، بل يتم احتساب الأمر كجولات، بحيث كل مرة ينجح فيها فريق بالقضاء على جميع افراد الخصم تحتسب جولة لصالحه.
طبعأً يمكن وضع شروط خاصة بنوعية الأسلحة المستخدمة حسب خيارات مستضيف المباراة.
•	وضع الشبح Ghost Mode:
هذا النمط في اللعب مميز جداً، هنا يحصل فريق Black list على قدرة الاختفاء التام عندما يكونون في وضع السكون، ويظهرون بشكل مرئي نسبياً عندما يقمون بالحركة، لكن بالمقابل يكون سلاحهم الوحيد هو الخنجر، أما فريق Global Risk فيملكون الأسلحة بينما يكونون ظاهرين بشكل كامل وطبيعي.
هنا على كل فريق إستغلال ميزته للفوز، ففريق Black list لا يستطيعون قتل أعدائهم إلا عند الاقتراب منهم، لكن ميزة التخفي تمنحهم القدرة لذلك، أما فريق Global Risk فيتوجب عليهم الحذر الشديد لأن العدو قد يظهر في أي لحظة ومن مكان غير متوقع، لكن ميزة السلاح تمنحهم نطقة قوة، أيضاً، يتوجب على فريق الدفاع التحرك بشكل مجموعات لحماية بعضهم من أي هجوم غادر، بينما يستطيع فريق Black list التخفي في كمائن ينصبونها لخصمهم.
و مثل نمط البحث والتدمير، يتوجب على فريق Black list زراعة قنبلة لتدمير المكان أو قتل جميع افراد Global Risk، ويتوجب على Global Risk تفكيك القنبلة أو قتل جميع افراد Black list.
•	نمط الهروب Escape Mode:
في نمط الهروب يبدأ أحد الفريقين باللعب بفريق Black list ويأخذ الثاني فريق Global Risk، يكون المطلوب من فريق Black list الهروب والوصول لنقطة معينة لـ10 مرات أو أكثر، بينما يتطلب من فريق Global Risk منع Black list من الوصول لنقطة الهدف وإبادتهم قبل أن يصلوا لها.
بمجرد انتهاء الجولة الأولى، يتبادل الفريقين المراكز، يصبح الفريق الذي كان يلعب بBlack list يلعب بفريق Global Risk، ويتحول فريق Global Risk لفريق Black list، وبنفس المبدأ يجب على Global Risk منع Black list من الوصول للنقطة المطلوبة، ويعرف الفائز بالفريق الذي حقق عدد مرات هروب ناجحة أكثر.
•	القتال الحر المفتوح Free-For-All:
هذا نمط سهل جداً من يحث الفهم، تبدأ في خريطة، حيث الكل أعدائك بغض النظر من أي الفريقين كانوا، تبدأ اللعبة بين اللاعبين وحتى 16 لاعب، ويمكن تحديد الفائز من حيث عدد مرات القتل أو المدة الزمنية.
•	وضع التحول Mutation Mode:
في هذا الوضع يبدأ بشكل تقليدي بفريقي Global Risk و Black list، بمجرد البداية يحصل الفريقين على 22 ثانية لفعل ما يشاؤن، بعد ذلك، يتحول لاعبان في اللعبة لوحوش كاسرة غير بشرية، مشكلين فريق ثالث هو فريق المتحولون، ويكون عليهم تحويل كل الجنود الموجودين في الخريطة لوحوش بغض النظر عن أي فريق كانوا وذلك بضربهم (غذا ضرب متحول جني عادي أصبح الجندي وحشأً متحولأً)، الوحوش لا يستخدمون إلا الأسلحة اليدوية، لكنهم يتمتعون بطاقة حياة هائلة وسرعة كبيرة في التحرك، لكن يمكن ردعهم إذا تم إطلاق النار عليهم.
•	نمط الزومبي Zombie Mode:
في هذا النمط بعدد من اللاعبين لا يقل عن ثلاثة، يلعبون في فريق واحد، ويمكن أن يلعبوا بإحدى مهمتين، الأولى وهي الوصول من نقطة لأخرى، حيث يبدأون في قاعدة يحصلون فيها على الأسلحة ثم ينطلقون لنقطة الهدف، وهدفهم النجاة إليها خلال هجوم مخلوقات الزومبي عليهم.
النمط الثاني يبدأ الاعبون في منطقة محصورة ة وتبدأ موجات الزومبي بالتدفق عليهم ويمكنهم هنا أختيار درجة الصعوبة بعدد موجات الزومبي التي ستهاجمهم، الدرجة السهل تقدر ب20 موجة والمتوسطة بثلاثين موجة.
•	النمط الخاص Special Mode:
هنا يملك اللاعب الحرية في بناء هذا النمط بشكل كامل، يضع القوانين الخاصة، أسلوب الفوز الخاص، الشروط الخاصة، يصمم نمط اللعب كاملاً بكل تفاصيله.
بقية خصائص لعبة CrossFire
تتميز لعبة CrossFire بوجود أكثر من 30 شخصية يمكنك اللعب بها، بين مقاتلين ذكور وأناث، ووحوش ومتحولين وشخصيات خاص.
بينما يتقترب عدد الأسلحة في اللعبة من الـ120 سلاح متونع الأستخدام، تنقسم لأربعة فئات رئيسية:
•	البندقيات الهجومية Assault Rifle.
•	البندقيات شبه الالية Semi-Auto Rifles.
•	المسدسات الرشاشة SMG.
•	البندقيات الرشاشة Machine Guns.
•	بندقيات الصيد Shotguns.
•	بندقيات القناصة Sniper Rifles.
•	المسدسات Handguns.
•	الأسلحة اليدوية Melee.
•	القنابل Grenades.
تحتوي اللعبة أيضاً على العديد من الأادوات الخاصة التي يمكن للاعب شراؤها وتشمل دروع وحقائب مواد وألبسة وأقنعة وقبعات والكثير من الأدوات المتنوعة.
أيضاً تحتوي اللعبة على عدد كبير من الخرائط التي يمكنك اللعب بها، وهناك خرائط خاصة وحصرية لبعض أنماط اللعب، أكثر من 80 خريطة لعب متنوعة، تشمل بعض المناطق العربية أيضاً مثل خريطة في القاهرة وخريطة أخرى في الأثار المصرية الفرعونية.
أحد الخصائص أيضاً المميزة في لعبة CrossFire هي خاصية الطرد، حيث يمكن في حال شك اللاعبون بوجود لاعب يستخدم وسائل غش في اللعبة التصويت لطرده من المباراة ومن ثم تبليغ إدارة اللعبة المشرفة للتأكد من كونه مستخدم لوسائل الغش.
ختام حول CrossFire:
لعبة CrossFire لعبة غاية في التمييز، ممتعة لدرجة قد تصيبك بالإدمان، تعتبر من أفضل الألعاب في فئتها حول العالم، متجددة بشكل دائم وتعدنا بالمزيد دوماً.

## وصلات خارجية.
- موقع اللعبة الرسمي.